# 黒 (国鉄制定色)
黒（くろ）は、日本国有鉄道（国鉄）が定めた色名称の1つである。

## 概要
原色の黒より僅かに明度を上げた色で、厳密な黒色ではない。
蒸気機関車・貨車において、日本における鉄道の創始期から使用されていた。戦後も、気動車を除く車両の床下機器の色として、気動車についても台車の色として採用された。EH10形電気機関車においては、力の象徴として本色が採用されている。
また、新幹線200系では、運転台パネルの色としても採用されたが、これは現在の新型車両に至るまで続いている。
本色に近い色は近い色相の色名称で呼ばれるため、国鉄制定色では黄かん色とともに「色名＋○号」という呼び方が存在しない。

## 使用車両
- 国鉄制式蒸気機関車各形式
- 1959年までの国鉄貨車各形式
- 国鉄EH10形電気機関車
- 国鉄の電車各形式の床下機器
- 国鉄の機関車各形式の床下機器
- 国鉄の客車各形式の床下機器
- 国鉄の貨車各形式の床下機器
- 国鉄・JR201系および205系等の前面上部

## 近似色
- 黒